# Bomolocha dispunctalis
Bomolocha dispunctalis là một loài bướm đêm trong họ Noctuidae.